# Wu Bin
Wu Bin (Chino simplificado: 吴彬; Chino tradicional: 吳彬; pinyin: Wú Bīn) Nació en la provincia de Fujian en la ciudad de Putian. Destacó como paisajista, gracias a las obras que emergieron de su imaginación. Su mayor concentración fue en la figura humana. Wu dedicó su vida al budismo Chan. Fue con tempraneo de Wu y de su misma ciudad Zeng Jing (1564-1647)

## Trabajo

### Paisaje
Su esplendor como pintor vino de la mano del arte paisajista, así con pinturas un tanto excéntricas producidas gracias a su imaginación. Sus paisajes de forma general, transmiten desolación e impotencia, vértigo e intranquilidad ante la inmensidad inalcanzable.

### Figura humana
La figura humana la trabaja en su generalidad y se centra en figuras de índole religiosa. Suele mostrar a los monjes budistas con una postura irónica, esto tiene poco que ver con el estilo de pintura que se solía emplear en la dinastía Tang (618-907) o en la posterior Song (960-1279). Con la caída de la dinastía Song la religión se verá sumida en un declive, lo que llevará a estas pinturas a un tono algo más oscuro y no tan cómico.
"Los dieciséis Lohans" o arhat en sánscrito que el budismo chan, insiste en lo humano y en contra de las divinidades, además lo hizo famoso a través de la veneración a estos personajes en los que se valora el logro y la liberalización.

## Vida personal
Dedicó su vida al budismo de la rama chan y llegó a entrar en el Templo Qixia de Nanjing. En la utopía popular a los monjes mendicantes se les atribuía magia y milagros de Buda, Fue contemporáneo de Wu y de Zeng Jing, y de estos realizó retratos, llegando a estar muy cotizados en cuanto a su valor. tanto que otros nobles los llamaban para pintar en sus casas. Como los retratos estaban pintados al natural se pasó parte de su vida viajando. 
Se dice que a los 50 años alcanzó su madurez de pintura y con 70 llegó al culmen.
- Datos: Q453832
- Multimedia: Wu Bin / Q453832